# Стара-Градишка (концлагерь)

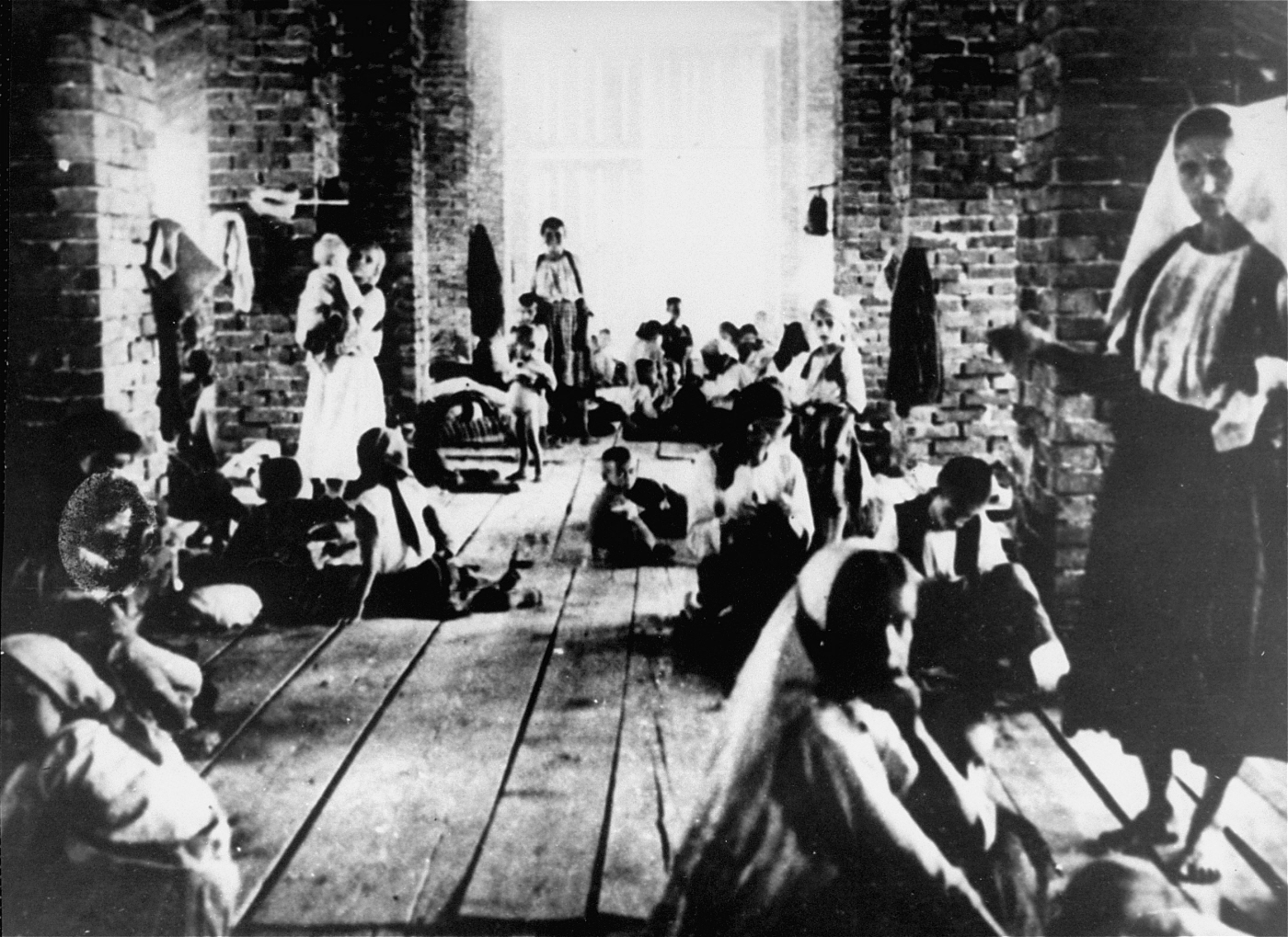
Матери и дети в заключении в башне концлагеря

Ста́ра-Гра́дишка — концентрационный лагерь и лагерь смерти, созданный в Хорватии усташами (хорватскими фашистами) во время Второй мировой войны. 

## История
Стара-Градишка — самый печально известный лагерь смерти в Хорватии в основном за счёт преступлений, совершенных в отношении женщин и детей. Лагерь был специально предназначен для сербских, еврейских и цыганских женщин и детей. Лагерь был создан как филиал концлагеря Ясеновац в 1941 году недалеко от одноимённого города.
Поимённо опознано 12 790 жертв.
В мае 1945 года партизаны использовали Стара-Градишку как лагерь для военнопленных, усташей, четников, нацистов и фашистов. В этот период в лагере было убито 280 католических священников.